# نیروی هوایی یازدهم
نیروی هوایی یازدهم (انگلیسی: Eleventh Air Force) یک نیروی هوایی شماره‌دار از نیروی هوایی ایالات متحده آمریکا در حوزه فرماندهی اقیانوس هند-آرام ایالات متحده آمریکا است، که ستاد مرکزی آن در پایگاه شکاری المندورف-ریچاردسن، آلاسکا قرار دارد.
نیروی هوایی یازدهم عملیات هوایی را مطابق با وظایف محوله توسط فرمانده، نیروهای هوایی اقیانوس آرام، برنامه‌ریزی، اجرا، کنترل و هماهنگ می‌کند و تأمین‌کننده نیرو برای فرماندهی آلاسکا، منطقه فرماندهی دفاع هوافضای آمریکای شمالی آلاسکا و سایر فرماندهان متحد است. فرمانده نیروی هوایی یازدهم، همچنین به عنوان فرمانده فرماندهی آلاسکا و فرمانده منطقه فرماندهی دفاع هوافضای آمریکای شمالی آلاسکا فعالیت می‌کند. مأموریت این نیرو تا حد زیادی از طریق مرکز پشتیبانی منطقه‌ای پکاف، مرکز عملیات هوایی و فضایی ۶۱۱ و واحدهای گارد ملی هوایی آلاسکا انجام می‌شود. این دو نیرو با هم، نظارت هوایی و فرماندهی و کنترل را انجام می‌دهند که هشدار تاکتیکی و ارزیابی حمله را در دفاع از آلاسکا ارائه می‌دهند.
این نیرو در ۲۸ دسامبر ۱۹۴۱ به‌عنوان نیروی هوایی آلاسکا در پایگاه هوایی المندورف، قلمرو آلاسکا تأسیس شد. این نیرو در ابتدا بخشی از نیروی هوایی ارتش ایالات متحده بود. نیروی هوایی یازدهم در طول جنگ جهانی دوم، دفاع هوایی آلاسکا را برعهده داشت و در نبرد جزایر آلیوتی جنگید. در اواخر سال ۱۹۴۵ وظیفه فرماندهی هوایی آلاسکا به این نیرو واگذار شد و مسئولیت دفاع هوایی آلاسکا را برعهده گرفت. با فروپاشی اتحاد جماهیر شوروی، در سال ۱۹۹۰ به کنترل نیروهای هوایی اقیانوس آرام منتقل شد و به وضعیت یک نیروی هوایی شماره‌گذاری شده کاهش یافت.